# Formophora karenkonis
Formophora karenkonis är en insektsart som beskrevs av Matsumura 1942. Formophora karenkonis ingår i släktet Formophora och familjen spottstritar. Inga underarter finns listade i Catalogue of Life.